# Rai Scuola
Rai Scuola — итальянский телевизионный канал, принадлежащий RAI, вещающий через общедоступное цифровое наземное телевидение в Италии, посредством Sky Italia — канал 806, и через спутник Hot Bird. Вещание бесплатное (FTA) Начал своё вещание в 2000 году под названием «Rai Edu 1», и был переименован в «Rai Scuola» в 2009 году.

## Передачи
Канал передает документальные, культурные и образовательные программы на итальянском и английском языках.